# Herbecourt British Cemetery
Herbecourt British Cemetery is een Britse militaire begraafplaats met gesneuvelden uit de Eerste Wereldoorlog en gelegen in het Franse dorp Herbécourt (Somme). De begraafplaats ligt aan de Rue de Cappy op 380 m ten westen van het dorpscentrum (Église Saint-Pierre). Ze werd ontworpen door George Goldsmith en heeft een rechthoekig grondplan met een oppervlakte van 326 m². Vanaf de straat voert een pad van 65 m naar het toegangshek. Het terrein wordt omsloten door een natuurstenen muur en het Cross of Sacrifice staat centraal tegen de zuidelijke muur.
Er liggen 59 slachtoffers begraven in vier evenwijdige rijen.
De begraafplaats wordt onderhouden door de Commonwealth War Graves Commission.

## Geschiedenis
Tijdens de oorlog werd naast de gemeentelijke begraafplaats een uitbreiding aangelegd dat door de Franse en Duitse troepen werd gebruikt. Na de verovering van het dorp door de Britse troepen werden vanaf februari 1917 oostelijk van deze uitbreiding de eerste Britse slachtoffers begraven. In maart 1918 werd het dorp tijdens het Duitse lenteoffensief door hen veroverd maar op 29 augustus daaropvolgend door de 6th Australian Infantry Brigade heroverd. Na de wapenstilstand werden de Franse en Duitse graven verwijderd. 
Er liggen 8 Britten en 51 Australiërs begraven. Alle slachtoffers vielen tussen 26 februari 1917 en 6 september 1918.

### Onderscheiden militairen
- Stanley Colless, luitenant bij de Australian Infantry, A.I.F. werd onderscheiden met het Military Cross en de Distinguished Conduct Medal (MC, DCM).
- kapitein Fred James Cotterell en de luitenants D. McArthur en Bertie Danson Rush, allen leden van de Australian Infantry, A.I.F. werden onderscheiden met het Military Cross (MC).
- sergeant Albert Yelland Edwin Turner, de korporaals Hector Swanson en S.L. De Meillon en soldaat Theo Ambrose Foret werden onderscheiden met de Military Medal (MM).